# 瓦尔达沙夫
瓦尔达沙夫是德国巴伐利亚州的一个市镇。总面积6.60平方公里，总人口3947人，其中男性1954人，女性1993人（2011年12月31日），人口密度598人/平方公里。